# Naufrágio cananeu
Um naufrágio cananeu datado da Idade do Bronze Final foi encontrado no leste do Mar Mediterrâneo em junho de 2024, 90 km (56 mi) ao largo da costa de Israel. De acordo com a Autoridade de Antiguidades de Israel (IAA), o navio pertencia a antigos mercadores cananeus e foi o naufrágio mais antigo a ser descoberto em águas profundas em junho de 2024. A descoberta inicial foi de centenas de ânforas datadas de 1300 a.C. — dois dos quais foram recuperados e, a partir de junho de 2024, foram planejadas para serem exibidas no Campus Nacional de Arqueologia de Israel, em Jerusalém. O restante da carga não foi mexido e os restos de madeira do navio ainda não foram encontrados.

## Descoberta
Em 20 de junho de 2024, a IAA anunciou que o primeiro naufrágio de alto mar descoberto no mundo havia sido encontrado, cerca de 90 km (56 mi) ao largo da costa israelita a uma profundidade de 1,8 km (1,1 mi). A carga de um navio mercante cananeu foi descoberta um ano antes, quando a empresa de produção de gás natural em energia estava examinando o fundo do mar Mediterrâneo próximo ao campo de gás natural de Katlan proposto por Israel com um robô subaquático para encontrar e produzir gás natural. Durante a varredura, foi observado um aglomerado de urnas, o que os levou a entrar em contato com o IAA. As urnas descobertas eram centenas de ânforas cananeias completas datadas de 1300 a.C. — dois dos quais, em junho de 2024, planejado para ser exibido no Campus Nacional de Arqueologia de Israel em Jerusalém.
Após alertar a IAA sobre a anomalia no fundo do mar, a pesquisa realizada descobriu evidências de um naufrágio de 3.300 anos no fundo do mar. A IAA disse que tinha cerca de 12 a 14 metros (39 a 46 pés) de comprimento,tripulado por quatro a seis marinheiros. A menos que tivesse se perdido, a localização do naufrágio indicava capacidade de navegação em alto mar. Foi o primeiro naufrágio já descoberto em águas profundas do mundo. Após a pesquisa, a IAA projetou e enviou um robô especialmente equipado para examinar e recuperar amostras da carga de centenas de potes do navio. As amostras coletadas consistiam em dois grandes jarros datados da Idade do Bronze. Nenhum vestígio do navio em si foi encontrado acima do fundo do mar, mas madeiras podem ter sobrevivido abaixo da carga.

## Análise
Segundo a IAA, o naufrágio mudou a compreensão da navegação marítima nos tempos dos antigos. Até à sua descoberta, em junho de 2024, pensava-se que as rotas marítimas em torno do Mediterrâneo se baseavam na navegação ao longo da costa. Yaakov Sharvit, diretor da Unidade de Arqueologia Marítima da Autoridade de Antiguidades, diz: "a descoberta mostra as impressionantes habilidades de navegação dos povos antigos – o tipo que tornou possível cruzar o Mar Mediterrâneo sem qualquer contato visual com a costa – já que dessa distância você só consegue ver a linha do horizonte ao redor. Muito provavelmente, a navegação foi feita usando os corpos celestes – com a ajuda do cálculo dos ângulos do sol e das estrelas."
Em junho de 2024, a razão pela qual o navio afundou não era conhecida, mas as especulações incluíam um ataque de piratas, uma tempestade e um vazamento no navio.